# Templo 33
El Templo 33 de Tikal  al que se hace referencia en los informes arqueológicos como 5D-33, era una antigua pirámide funeraria maya de 33 metros de altura, situada en la Acrópolis Norte de la gran ciudad maya de Tikal. La pirámide estaba situada centralmente en la primera fila de estructuras que daban a la Gran Plaza, entre los Templos 32 y 34 y frente a la Plataforma Norte. Es uno de los templos más explorados en toda el área maya. La versión más temprana fue un templo bajo funerario sobre la tumba del rey Siyaj Chan K'awiil II, que fue sellada en el año 457 d. C. El Templo 33 pasó por tres fases consecutivas de construcción, durante las cuales el santuario funerario del rey fue remodelado y una de sus estelas fue enterrada sobre su tumba. A mediados de la década de 1960, los arqueólogos desmantelaron completamente la versión final de la gran pirámide, descubriendo las primeras fases de construcción.

## Historia de la construcción

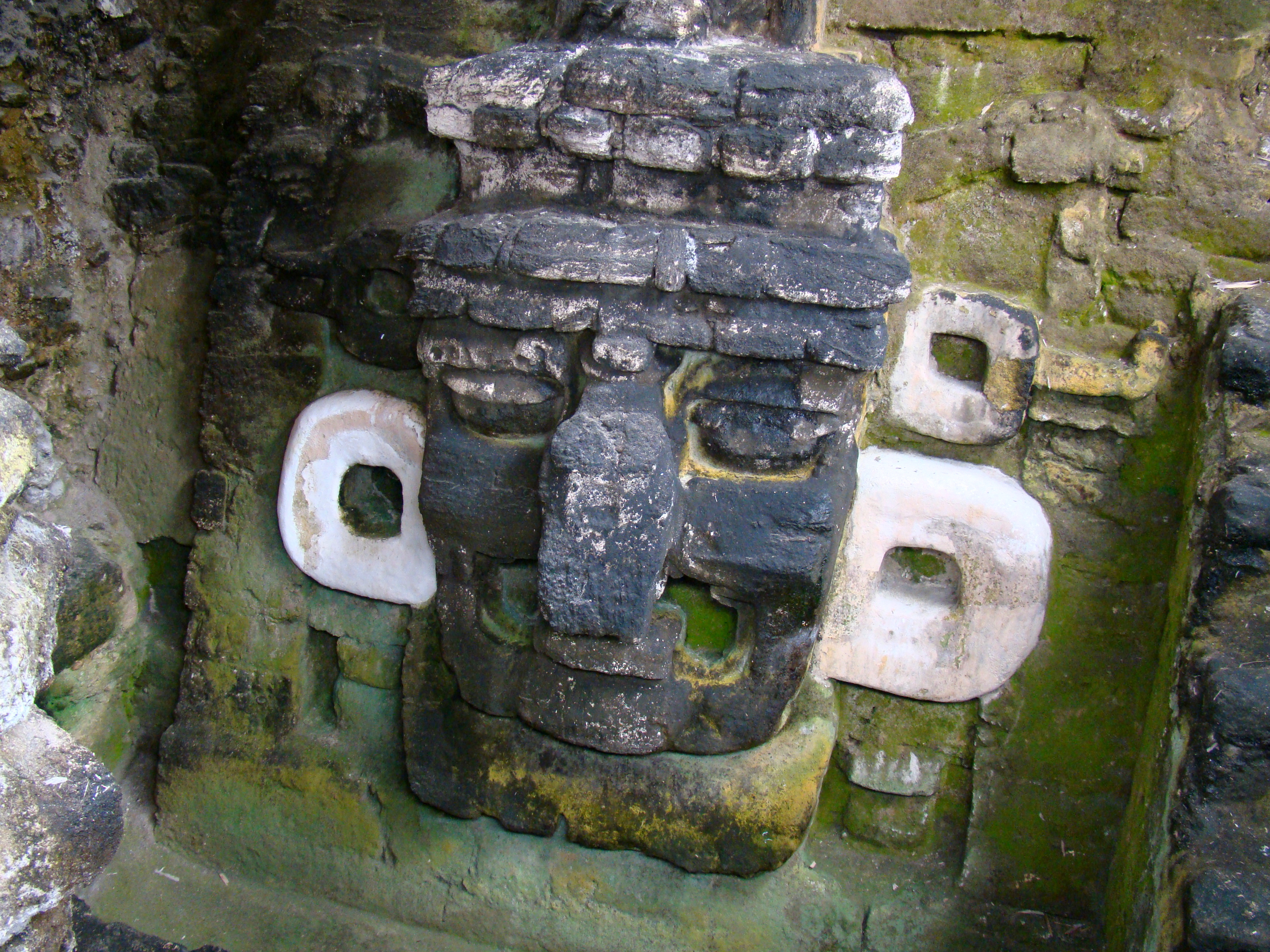
Máscara gigante del lado oeste de la segunda versión del Templo 33.

El Templo 33 fue el monumento funerario de Siyaj Chan K'awiil II, un rey de Tikal del siglo V; fue construido directamente sobre su tumba, que fue tallada en el lecho de roca subyacente. La pirámide fue sometida a tres fases de construcción distintas en el curso de dos siglos. Las tres fases de construcción fueron etiquetadas por los arqueólogos como: 
- 33-1 (la versión final)
- 33-2 (la versión intermedia)
- 33-3 (el templo original del Clásico Temprano).[8]

La primera fase de la construcción consistió en una amplia plataforma basal construida como templo funerario en la parte superior de la tumba, con grandes máscaras de estuco de más de 3 metros de altura que flanqueaban la escalera de acceso. La segunda fase tuvo lugar poco después de la primera y consistió en la construcción de una nueva superestructura sobre la plataforma basal, con la adición de nuevas máscaras de estuco y paneles. Las paredes del templo estaban cubiertas por grafiti del período Clásico Temprano, incluyendo tanto figuras como jeroglíficos. El interior del templo estaba cubierto de hollín, algunos de los grafitis se habían grabado en la cubierta de hollín, mientras que otros se descubrieron tallados en el yeso debajo del depósito de hollín.
La tercera y última fase de su desarrollo tuvo lugar durante el Hiato de Tikal que duró del 562 a 692. Durante este tiempo la Estela 31 de Siyaj Chan K'awiil II, fue llevada al templo de la segunda fase y colocada directamente sobre la tumba original en una ceremonia que implicaba el fuego y la ruptura de cerámica maya. Una nueva pirámide fue construida sobre esto a una altura de 3 metros, para contener un nuevo, aunque no identificado, entierro real. La construcción se detuvo para el entierro de otro personaje, también de la élite, que fue puesto en el núcleo de escombros de la pirámide. Cuando se excavó en 1959 y 1960, se encontró que el revestimiento del Templo 33-1 estaba muy dañado por el paso del tiempo y los efectos de la vegetación que lo cubría.

## Destrucción
El Templo 33-1 (la versión final) fue completamente desmantelado por los arqueólogos para llegar a las primeras etapas de construcción. El templo fue destruido en 1965 ya que los excavadores juzgaron que no tenían los recursos para restaurarlo y necesitaron material de relleno para cubrir una gran zanja que se había abierto en la Acrópolis Norte; el material despojado del Templo 33-1 se juzgó suficiente para rellenarlo y esta fue una consideración influyente cuando los arqueólogos decidieron desmantelar la estructura. La operación de desmantelamieno fue aprobada por el Instituto de Antropología e Historia de Guatemala  (IDAEH) en 1964. La decisión de destruir la pirámide fue controvertida, fue atacada por el arqueólogo Heinrich Berlin en un artículo de 1967; el cual cuestionó por qué se había descubierto la pirámide si no se disponía de recursos para restaurarla y observó que la pirámide no estaba en peor estado que otras que habían sido completamente restauradas. También atacó la decisión de desmantelar una pirámide para su relleno en un área donde el material de relleno potencial era abundante. Berlin se quejó directamente al director del IDAEH en 1966. El director respondió que la destrucción había sido autorizada por el instituto y que el IDAEH apoyaba las acciones de los excavadores. Los excavadores publicaron una respuesta a  Heinrich Berlin en la que mantenían su decisión original y afirmaban que se había aprendido mucho del desmantelamiento de la estructura, incluyendo métodos de construcción probablemente similares a los utilizados en otras pirámides del Clásico Tardío y la aclaración de la  secuencia estratigráfica de Tikal. El erudito en cultura maya, el inglés Eric S. Thompson contextualizó las acciones de los excavadores afirmando «...incluso la concesión de la demolición parcial fue una decisión equivocada, la pérdida para la humanidad no es demasiado grave».

## Monumentos

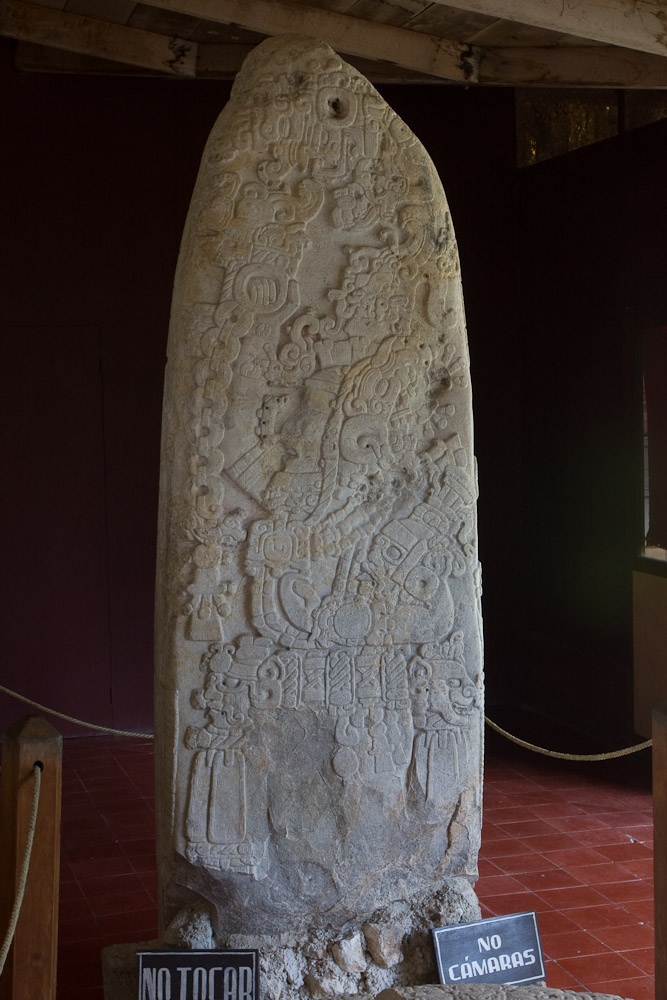
La Estela 31 fue colocada sobre la tumba del rey Siyaj Chan K'awiil II.

La Estela 31 fue enterrada sobre los restos de Siyaj Chan K'awiil II durante la tercera fase de construcción, cuando fue trasladado a un nuevo lugar de descanso dentro del templo de la segunda fase. El monumento consiste en los dos tercios superiores de la estela original, que se rompió antes de ser reinstalada en su nueva ubicación. Fue dedicada en el año 445 y representa a Siyaj Chan K'awiil II con sus símbolos de gobierno; su padre Yax Nuun Ayiin I está representado en tres lugares sobre el monumento. Fue esculpida en un estilo deliberadamente arcaico y copió su forma de la Estela 29, erigida un siglo y medio antes. La estela maya muestra una fuerte influencia de Teotihuacán, con Siyaj Chan K'awiil II adornado con un emblema de Teotihuacán. Yax Nuun Ayiin está esculpido a ambos lados del monumento, flanqueando a su hijo en el frente y está representado como un guerrero teotihuacano, este mismo personaje también está representado flotando sobre él en la parte delantera del monumento, en estilo totalmente maya como Kinich Ahau ancestral dios del Sol. La cara posterior de la estela está tallada con un largo texto jeroglífico que legitima el derecho de Siyaj Chan K'awiil a gobernar por línea materna y la fundación de la nueva dinastía ligada a Teotihuacán; menciona brevemente el ingreso de Siyaj Chan K'awiil, el final del baktun del año 435, la dedicación del monumento y la muerte del abuelo del rey, Búho lanzadardos en el año 439.
El Altar 19  fue enterrado en el relleno de la versión final del Templo 33, inmediatamente delante de la segunda versión del santuario. El altar estaba muy dañado, ya que se había roto en tres pedazos, y la mayor parte de una escultura que representaba a una persona sentada fue astillada. Los tres fragmentos fueron enterrados juntos de manera que el altar se emparejara con la Estela 31 enterrada; esto puede haber mantenido una relación entre los dos monumentos que existían cuando fueron originalmente exhibidos al público. El altar fue hecho de piedra caliza y ahora está en el museo del sitio de Tikal. Ha sido fechado aproximadamente en el año 445.

## Entierros
Se identificaron tres entierros dentro del Templo 33:
El Entierro 23 fue una tumba real insertada al destruir la escalera de acceso de la segunda fase del templo. El individuo enterrado dentro de la tumba no ha sido identificado, pero la tumba es una de las dos ubicaciones propuestas para el entierro del rey del siglo VII, Nuun Ujol Chaak. La tumba fue cortada en la roca debajo del templo, al sur del entierro de Siyaj Chan K'awiil II. El rey parece haber sido enterrado apresuradamente en una tumba que aún se estaba preparando mientras se realizaba el entierro, ya que el yeso de las paredes fue salpicado sobre algunos de los artículos de la tumba y un trabajador dejó accidentalmente un pedernal. El cuerpo del rey fue puesto sobre una litera pintada con cinabrio y cubierta con pieles de jaguar; el cadáver estaba tendido sobre las pieles y cubierto de capas de conchas marinas.
El Entierro 24 fue una tumba de estatus de élite, insertado en el núcleo de escombros de la pirámide durante la tercera fase de construcción.
El Entierro 48 fue la tumba del rey Siyaj Chan K'awiil II, tallada en la propia roca. La tumba se colocó sobre el eje central de la Acrópolis Norte y fue acompañada de dos sacrificios humanos. Las paredes de la tumba de roca fueron pintadas con jeroglíficos que sitúan la cámara en el otro mundo divino e incluye una fecha de finalización de marzo de 457, un año después de la muerte del rey. Los restos del rey estaban atados juntos en posición sentada y carecían de cráneo, manos y fémures. Los dos individuos sacrificados eran un niño y un adolescente, cada uno colocado en lados opuestos de la cámara, flanqueando al rey muerto. La posición de estos dos personajes indica que fueron sacrificados antes de ser colocados dentro de la tumba. Los difuntos iban acompañados de 27 vasijas de cerámica; cinco fragmentos fueron sometidos a análisis de activación de neutrones, lo que reveló una mezcla de cerámica local e importada. Entre toda la cerámica maya había una sola ofrenda no maya, que consistía en una vasija cilíndrica negra con forma de trípode, decorada con imágenes de estilo teotihuacano, aunque la vasija era de este estilo, su tapa era de forma mixta teotihuacano-maya y probablemente se fabricaba localmente para adaptarse a la importación extranjera. Otras ofrendas incluían artefactos de piedra y concha, incluyendo un metate, cantidad de artefactos y discos de jade y cientos de cuentas que alguna vez formaron un collar semicircular, dos pares de orejeras y muchas más cuentas en pequeños grupos que no formaban parte del collar. Dos cuchillas de obsidiana también acompañaban el entierro.
La tumba fue cortada por un pozo horizontal al que se accedía a través de una escalera que bajaba desde la terraza más baja de la Acrópolis Norte; los muros estaban recubiertos de estuco, sobre el que se pintaron los jeroglíficos como frescos. El pozo horizontal fue sellado con mampostería de piedra caliza una vez que el rey había sido enterrado. El pozo fue excavado 2.1 metros por debajo de la terraza y la cámara de la tumba medía 9 x 5 m, formando un rectángulo redondeado.